# Kallikota
Kallikota o Kallikot fou un estat tributari protegit del tipus zamindari o palydam al districte de Ganjam a Orissa (a l'antiga presidència de Madras) amb capital a Kallikota (població el 1881: 3.401 habitants) que correspon a la moderna Khalikote. La superfície era de 218 km² i tenia 238 pobles; els ingressos s'estimaven en 1900 lliures vers 1880.
La nissaga governant fou fundada per Rama Bhuiya, nomenat zamindari per Puru Shottama Gajpati Das, rei d'Orissa (1467-1497) vers el 1474 (segons la tradició el 1374). Per la seva actuació contra els marathes el zamindar va obtenir el títol de Mardaraja Deo. El territori fou ocupat pels britànics el 1769 per posar fi a l'agitació que patia l'estat, però les forces es van retirar una vegada pacificat; després altre cop fou ocupat del 1771 al 1775 pels mateixos motius i les tropes de la Companyia Britànica de les Índies Orientals van imposar l'ordre quatre anys. El 1854 el zamindar va comprar el veï zamindari d'Attigada o Atagada (també Attagada) que havia sortit a la venda per cobrir els deutes que tenia, i el territori reunit va pujar a una superfície de 1313 km² amb una població de 169.693 habitants el 1901, pujant el tribut o peshkash pels dos estats a 111.000 rúpies. El 1887 va pujar al poder un menor d'edat Mehrban-i-Distan Sri Hari Hara Mardaraja Devu Garu i durant cinc anys l'estat fou administrat pel consell de corts (Council of Wards), i el raja el va rebre amb el deute eixugat i amb un notable benefici a la caixa, i amb els ingressos elevats, però en deu anys el raja va dilapidar l'actiu i es va tornar a endeutar i va haver d'hipotecar els dos estats als seus creditors. El 1898 va rebre el títol de raja com a distinció personal (21 de maig). El 1920 el zamindar Sri Ramachandra Deo Garu, rajah zamindar de Kallikota i Attagada apareix pledejant contra els llogaters de les terres.

## Llista derages
- Raja RAGHUNATHA DEVA RANA
- Raja VISHVAMBHARA DEVA RANA
- Raja RAMACHANDRA DEO
- Raja GANGA PERSHAD DEO
- Raja KIRTHAN DEO
- Raja SHYAM SUNDAR DEO
- Raja GANGADHAR DEO
- Raja VIKRAMA DEO
- Raja HARICHARAN SINGH DEO
- Raja KRISHNA SARARAN DEO
- Raja BALA KESWARA SINGH Marda Raja Deo
- Raja Sahib Mehrban-i-Dostan Shri Raja NARAYANA Marda Raja Deo ?-1887
- Raja Sahib Mehrban-i-Dostan Sri HARIHAR Mardaraj Deo Bahadur 1887-1909
- Raja Bahadur Sri RAMCHANDRA Marda Raja Deo Bahadur 1909-1953